# Domenico Egidio Rossi
Domenico Egidio Rossi (Domenico Egidio de Rossi, Fano, 1659. szeptember 1. – Fano, 1715. február 19.) olasz barokk építész és építőmester, aki főleg a Habsburg Birodalomban és a Badeni Őrgrófságban dolgozott. Leginkább a rastatti kastély tervezőjeként és felépítőjeként ismert.

## Élete
Az Adriai-tenger partján épült Fanóban született. Apja egy ismeretlen nevű „fanói mester” volt, édesanyja a bolognai Cristina Corticiali. Szüleinek 1662 és 1675 között hat másik gyermeke is született.
Építészként és freskófestőként Bolognában, a kvadratúra festészet, az illuzionista építészeti ábrázolás központjában  inaskodott, illetve segédkedett. Gyaníthatóan hatott rá az1860-as évek elején Párizsból Fanóba visszatért Giacomo Torelli építész, XIV. Lajos színházi nagymágusa.
Az Alpokon túli katolikus udvarokban az egyre nőtt a díszes épületek iránti kereslet, ezért Rossi felszabadulva 1688-ban Bécsbe költözött, ahol a Liechtenstein hercegeknek dolgozott.
1688-ban Bécsben volt, ahol a fiatal Johann Bernhard Fischer von Erlach támogatásának is köszönhetően a Liechtenstein-palota építésén dolgozott, és pályafutása során egyedülálló módon a tervezés első szakaszától együttműködött Domenico Martinelli lucchesei építész pappal, a római Accademia di San Luca (Szent Lukács akadémia) tagjával.
Ezután Prágába költözött, amiről az első adat az, hogy részt vett Tomáš Zachariáš Černín (1660–1700) palotájának képi díszítésében.
1692–1695 között (egy alább részletezendő megszakítással) Humprecht Johann Czernin von Chudenitz foglalkoztatta a Černín-palota építkezésén. Ezután Humprecht Johann bátyja, Hermann Jakob Czernin von Chudenitz kérte 1692 májusában prágai palotájába.
Szenvedélyes természetű ember volt, aki gyakran került konfliktusba embertársaival — nemcsak Prágában, de később Rastattban is. Nem akart más építészekkel együtt dolgozni. Előfordult, hogy a lusta, nemtörődöm munkásokat megverte.
1692-ben heves vitába keveredett a palota stukkódíszeit készítő Giovanni Pietro Palliarival. A nézeteLtérés annyira elfajult, hogy Rossi karddal támadt vitapartnerére. A fegyvertelen Palliari a  Szent Benedek-templomban keresett  menedéket, de a feldühödött Rossi oda is betört, így tovább kellett menekülnie.
1692. december 26-án elfogatóparancsot adtak ki ellene. Mivel látta, hogy nem fogja megúszni a büntetést, Prágában bujkált ismeretlen helyeken. Palliari védelmében felszólalt Václav Vojtěch Šternberk gróf és Jean-Baptiste Mathey építész is. Rossi Tomáš Zachariaš Černín gróf tanácsára levélben kért kegyelmet a császártól, és a büntetés elől Bécsbe menekült. Ott Černín grófnak és a Liechtenstein-háznak dolgozott.
1693-ban merészelt visszatérni Prágába, de letartóztatták és bebörtönözték.
Közben más feladatokat látott el Bécsben. 1694. július 14-én Czernin gróf titkárához intézett levelében megemlíti, hogy Enea Silvio Caprara bolognai gróf, császári tábornagy felkérte, ellenőrizze az 1687-ben a Wallnerstrassén vásárolt telken épülő palotájának munkálatait.
1695. október 15-én Bécsben feleségül vette a Salzburgból jött Maria Maddalena Stifterint.
1696 júliusában vállalta a bécsi Duna melletti külvárosban, Hermann Jakob Czernin gróf „Leopoldstadt kertjében lévő termének” javítását.
1697-től Lajos Vilmos badeni őrgróf alkalmazta, és ő lett a rastatti kastély főépítésze. Ő szervezett, felügyelt minden építkezést a Baden-badeni őrgrófságban, de fő feladata a kastély építése volt. Elkészítette a terveket, szervezte és felügyelte az építkezést. Egy művezetőt és több munkást  Itáliából hozatott; mellettük dolgoztak az építkezésen ideköltözött csehek és helyi kényszermunkások is — utóbbiak gyakran vonakodva. Rossi nyomás alatt volt, hogy gyorsan végezzen, ezért téglát égetett — ez újdonság volt a régióban.
Megtervezte a durlachi főtemplom rekonstrukcióját, amit Giovanni Mazza építőmester végzett el. Még 1697-ben megkezdte a baden-badeni jezsuita komplexum építését. 1698-ban készítette el a Karlsruhe közelében álló Scheibenhardt vadászkastély bővítésére (1699–1702).
Rastattban feleségével, Magdalénával és négy gyermekükkel élt. Nagyban hozzájárult a város fejlődéséhez is — egyebek közt mintaházak tervezésével.
1704 elején Bolognába utazott, hogy megfelelő művészt találjon a rastatti kastély belső díszítéséhez. Ott elkészítette Francesco Farnese pármai hercegnek a Guastallában felépíteni kívánt hercegi palota terveit.
1706 szeptemberében hazatelepülését tervezve megvásárolt egy „nagy házat” a parmai székesegyház plébániáján.
Az őrgróf 1707. január 4-én meghalt, és özvegye túlzónak tartotta a főépítész javadalmazását. Az őrgróf halála után két héttel felmondott neki, és Rossi Durlachba, a Baden-Durlachi őrgrófság székhelyére települt át. Ott Frigyes Magnus badeni őrgróf megbízta egy új durlachi kastély tervezésével, de végül költségvetési okokból csak a tervezett épület egy kis részét építették meg.
1708. január 21-én visszatért Fanóba, és tárgyalni kezdett egy farmról, ahol kaszinót szándékozott építeni. és Pármában Francesco Farnese herceg szolgálatába lépett. Még ebben az évben felelősségre vonták, mert megrongálódott a rastatti kastély teteje. Mantovában letartóztatták, de hamarosan szabadlábra helyezték. Kényelmes életvitelre szánta el magát, és jó néhány adósságot vállalt.
Keveset dolgozott, ezek közül kiemelkedik az 1664-ben épült, de 1709. november 20-án tűzvészben jórészt elpusztult anconai közszínház újjáépítése. A színházat az 1712-es karneválon, La Fenice néven nyitották újra. Rossi négy sor proszkénionos fadobozból álló termet alakított ki hosszúkás U-alakú alaprajzzal, amelyen a U szárai kissé különböznek és egy boltívhez kapcsolódnak a Hajnalt és a Hírnevet megtestesítő szobrok látszólagos támaszán. A belső tereket stukkók és szobrok díszítik, köztük öt puttóval és a város címerével.
Az 1714. január 8-i tanácsülésen megvitatták a „Porta Giulia javítására” beadott hidraulikus jellegű tervezetét, amelynek célja az „Arzilla folyó vizének a kikötőbe vezetése” volt.
Alig több mint egy év múlva meghalt, és a Confraternita del Suffragio templomban temették el. Hagyatéki leltárát három nappal halála után felesége szerkesztette meg.